# Mowa matczyna
Mowa matczyna (ang. motherese, baby talk, caregiver register, child-directed speech) – specjalny typ mowy, uproszczony rejestr językowy preferowany przez użytkowników danego języka jako środek komunikacji z małymi dziećmi lub niemowlętami.
Od zwykłej mowy odróżnia się specyficznym słownictwem, a także swoistymi cechami w zakresie fonologii, morfologii i składni. W zakres leksyki baby talk zwykle wchodzi słownictwo związane z opieką nad dzieckiem, w tym wyrazy pokrewieństwa, nazwy części ciała i funkcji oraz podstawowe słowa wyrażające cechy. Dla mowy matczynej typowe są: połączenia wyrazowe z wykorzystaniem prostych czasowników (typu „robić”), słowa dźwiękonaśladowcze i zdrobnienia. Na poziomie fonologii dochodzi m.in. do uproszczenia zbitek spółgłosek, reduplikacji sylab w wyrazach i elizji sylab nieakcentowanych.
Pewna forma mowa matczynej jest spotykana w większości społeczności językowych na świecie. Mowa matczyna bywa też określana jako „mowa nianiek”.
W przekonaniu użytkownika mowy matczynej użycie takiego rejestru sprzyja procesowi przyswajania języka przez dziecko, na co wskazuje mnogość uproszczeń strukturalnych i elementów parajęzykowych, przyciągających uwagę dziecka i ułatwiających komunikację. Z drugiej strony część form należących do tego rejestru (np. zdrobnienia) to formy bardziej złożone niż wyrazy nienacechowane. Użycie powszechnych elementów mowy matczynej może powodować problemy komunikacyjne w interakcji z dziećmi dotkniętymi autyzmem.
Zauważa się, że mowa matczyna pełni funkcję nie tylko porozumiewawczą, ale również afektywną, dydaktyczną i socjalizacyjną.
Pojęcie zostało wprowadzone przez Anne Fernald.